# Jurij Tepeš
Jurij Tepeš (Ljubljana, 14 februari 1989) is een Sloveense schansspringer. Zijn vader Miran Tepeš won als schansspringer een zilveren medaille tijdens de Olympische Winterspelen 1988 in Calgary en is tegenwoordig technisch gedelegeerde tijdens wereldbekerwedstrijden. Zijn zus Anja is eveneens actief in het schansspringen.

## Carrière
Tepeš maakte zijn wereldbekerdebuut op 1 januari 2006 tijdens de traditionele wedstrijd op nieuwjaarsdag in Garmisch-Partenkirchen. Zijn eerste wereldbekerpunten scoorde de Sloveen in december 2007 in Villach. In Planica nam hij deel aan de wereldkampioenschappen skivliegen 2010, op dit toernooi eindigde hij samen met Robert Hrgota, Jernej Damjan en Robert Kranjec op de zesde plaats.
Op de wereldkampioenschappen schansspringen 2011 in Oslo eindigde Tepeš als twintigste op de grote schans, samen met Peter Prevc, Jernej Damjan en Robert Kranjec veroverde hij de bronzen medaille tijdens de landenwedstrijd op de grote schans.

## Resultaten

### Olympische Winterspelen
| Jaar | Plaats | Resultaten                                                          |
| ---- | ------ | ------------------------------------------------------------------- |
| 2014 | Sotsji | 26e normale schans 20e grote schans 5e landenwedstrijd grote schans |

### Wereldkampioenschappen
| Jaar | Plaats        | Resultaten                                         |
| ---- | ------------- | -------------------------------------------------- |
| 2011 | Oslo          | 20e grote schans · landenwedstrijd grote schans    |
| 2013 | Val di Fiemme | 28e grote schans 6e landenwedstrijd grote schans   |
| 2015 | Falun         | 41e normale schans 6e landenwedstrijd grote schans |
| 2017 | Lahti         | 34e grote schans 5e landenwedstrijd grote schans   |

### Wereldkampioenschappen skivliegen
| Jaar | Plaats                   | Resultaten                                  |
| ---- | ------------------------ | ------------------------------------------- |
| 2008 | Oberstdorf               | 12e landenwedstrijd                         |
| 2010 | Planica                  | 6e landenwedstrijd                          |
| 2012 | Vikersund                | 12e individuele wedstrijd · landenwedstrijd |
| 2014 | Harrachov                | 15e individuele wedstrijd                   |
| 2016 | Tauplitz/Bad Mitterndorf | 9e individuele wedstrijd 4e landenwedstrijd |

### Wereldbeker
Eindklasseringen
| Seizoen   | Algm | SV    | 4S  | NT  | RAW |
| --------- | ---- | ----- | --- | --- | --- |
| 2005/2006 | -    |       | 57e | 55e |     |
| 2007/2008 | 56e  |       | 69e | 60e |     |
| 2009/2010 | 71e  | 30e   | -   | -   |     |
| 2010/2011 | 34e  | 20e   | 26e |     |     |
| 2011/2012 | 24e  | 19e   | 36e |     |     |
| 2012/2013 | 13e  | 4e    | 45e |     |     |
| 2013/2014 | 18e  | 5e    | 33e |     |     |
| 2014/2015 | 13e  | Brons | -   |     |     |
| 2015/2016 | 21e  | 12e   | 44e |     |     |
| 2016/2017 | 20e  | 8e    | 23e |     | 21e |
| 2017/2018 | 50e  | 29e   | -   |     | -   |
| 2018/2019 | 59e  | 35e   | -   |     | -   |
| 2019/2020 | 49e  | 22e   | -   |     | -   |

Wereldbekerzeges
| Datum             | Plaats      | Schans      |
| Individueel       | Individueel | Individueel |
| ----------------- | ----------- | ----------- |
| 24 maart 2013     | Planica     | HS215       |
| 22 maart 2015     | Planica     | HS225       |
| Landenwedstrijden |             |             |
| 19 februari 2012  | Oberstdorf  | HS213       |
| 11 januari 2013   | Zakopane    | HS134       |
| 9 februari 2013   | Willingen   | HS140       |
| 23 maart 2013     | Planica     | HS215       |
| 23 november 2013  | Klingenthal | HS140       |
| 18 januari 2014   | Zakopane    | HS134       |
| 31 januari 2015   | Willingen   | HS145       |
| 21 maart 2015     | Planica     | HS225       |
| 6 februari 2016   | Oslo        | HS134       |

### Grand Prix
Eindklasseringen
| Jaar | Plaats |
| ---- | ------ |
| 2006 | 54e    |
| 2007 | 54e    |
| 2008 | 30e    |
| 2010 | 51e    |
| 2011 | 13e    |
| 2012 | Zilver |
| 2013 | 71e    |
| 2014 | 51e    |
| 2016 | 37e    |
| 2017 | 67e    |
| 2018 | 31e    |

Grand Prix-zeges
| Datum             | Plaats      | Schans      |
| Individueel       | Individueel | Individueel |
| ----------------- | ----------- | ----------- |
| 30 augustus 2011  | Almaty      | HS140       |
| 22 september 2012 | Almaty      | HS140       |
| Landenwedstrijden |             |             |
| 20 juli 2012      | Wisla       | HS134       |